# Dig ska jag älska
Dig ska jag älska är en sång skriven av Lars-Erik Olsson (musik) och Keith Almgren (text). Låten spelades ursprungligen in av Christina Lindberg och framfördes av Christina Lindbergs orkester i Se & hörs meloditävling den 23 april 1995 på Rondo på Liseberg, där bidraget slutade på 4:e plats. Den kom ut på albumet Dig ska jag älska (Christina Lindbergs) 1995.
Låten spelade senare in av Lasse Stefanz på singel och på bandets album med samma namn och låg 25 veckor på Svensktoppen under perioden 13 juli 1996 -4 januari 1997 , med tredjeplats som högsta placering. Lasse Stefanz gav 1996 även ut låten med text på danska av Jörgen de Mylius, som "Dig vil jeg elske", vilken också spelades in av Kim & Drengerne på albumet Kom hjem igen. En cover på låten på svenska gjordes också av Soundix på albumet En liten vän och med Nickes i Finland.

### Fotnoter
1. ↑  ”Svensk mediedatabas”. http://smdb.kb.se/catalog/id/001511796. Läst 10 juni 2011.
2. ↑  Svensktoppen - 1996
3. ↑  Svensktoppen - 4 januari 1997